# Refco
 (janvier 2016).
Le contenu est difficilement compréhensible vu les erreurs de traduction, qui sont peut-être dues à l'utilisation d'un logiciel de traduction automatique.
 (février 2018).
Refco est une société de services financiers basée à New York, principalement connue comme un courtier de marchandises et de contrats à terme. Elle a été fondée en 1969 comme "Ray E. Friedman and Co." Avant son effondrement en octobre 2005, l'entreprise comptait plus de 4 milliards $ dans environ 200 000 comptes clients, et ce fut le plus grand courtier sur le Chicago Mercantile Exchange. Le bilan de l'entreprise au moment de l'effondrement a montré environ 75 milliards $ d'actifs et d'un montant à peu près égal au passif. Bien que ces documents ont depuis été désavoué par la société, ils sont probablement plus ou moins précis dans montrant le niveau d'endettement de l'entreprise.
Refco est devenue une société publique le 11 août 2005, avec la vente de 26,5 millions d'actions au public à 22 $. Il a clos la journée plus de 25 % plus élevé que celui, valorisant la société tout entière à environ 3,5 milliards $. Les investisseurs ont été attirés par l'histoire de Refco de croissance des bénéfices-il avait signalé 33 % des gains annuels moyens de gains au cours des quatre années antérieures à son offre publique initiale.
Refco Inc. a conclu crise, le lundi 10 octobre 2005, quand il a annoncé que son chef de la direction et président, Phillip R. Bennett avait caché 430 millions $ en créances douteuses de les vérificateurs et les investisseurs de la société, et qu'il avait décidé de prendre un congé.
Refco a déclaré que, grâce à un examen interne le week-end précédant découvert une créance due à la société par une entité sans nom qui se révéla être contrôlée par M. Bennett, pour un montant d'environ 430 millions $. Apparemment, Bennett avait acheté les créances douteuses de Refco afin d'empêcher l'entreprise de besoin de les radier, et payait pour les mauvais prêts avec de l'argent emprunté par Refco lui-même. Entre 2002 et 2005.